# Сергий (Романов)
Никола́й Васи́льевич Рома́нов (в монашестве Се́ргий; род. 19 марта 1955, Криуша, Горьковская область) — российский религиозный деятель, отлучённый от Церкви схимона́х и бывший схиигумен Екатеринбургской епархии Русской православной церкви. Первый настоятель монастыря Святых Царственных Страстотерпцев на Ганиной Яме. Основатель, духовник и фактический руководитель Среднеуральского женского монастыря в честь иконы Божией Матери «Спорительница хлебов».
Получил известность как строитель нескольких монастырей и храмов, и в связи с рядом скандалов. Его называли «духовником Натальи Поклонской». С 2018 года стал публиковать в интернете видеозаписи своих проповедей, в которых выступал с фундаменталистскими, эсхатологическими, монархическими и царебожническими идеями. Резко критиковал экуменизм, «цифровое рабство» (ИНН, СНИЛС, чипирование) как инструмент «сатанинского» суперкомпьютера «Зверь» и глобального «заговора иудеев» (движения Хабад, «жидомасонов», «жидокоммунистов»). Особую известность приобрёл после того, как весной 2020 года категорически отверг необходимость в закрытии храмов и соблюдение РПЦ других профилактических мер против пандемии COVID-19, что привело его к открытому конфликту с руководством Екатеринбургской митрополии и Московской патриархии. Также связывает COVID-19 с сотовыми вышками 5G. Поводами для дополнительных скандалов явилось то, что он был рукоположён в сан будучи ранее осуждённым за убийство с отягчающими обстоятельствами, были жалобы о жестоком обращении с детьми на людей, живущих в Среднеуральском женском монастыре, в монастыре планировалось строительство самого большого православного собора в мире, а также в ходе конфликта монастырь вышел из под контроля епархии.
3 июля 2020 года церковный суд Екатеринбургской епархии принял решение о лишении Сергия священного сана; 24 июля его утвердил патриарх Московский и всея Руси Кирилл. 16 августа епархия отлучила от церковного общения Сергия, его сторонников и всех участников их богослужений, объявив «раскольниками». 10 сентября церковный суд Екатеринбургской епархии отлучил его от Церкви, 19 октября это решение утвердил патриарх Кирилл.
29 декабря 2020 года в ходе штурма Среднеуральского монастыря он был задержан правоохранительными органами, в отношении него было возбуждено уголовное дело по подозрению в склонении к самоубийству, нарушении права на свободу совести и вероисповеданий и самоуправстве. 30 ноября 2021 года Измайловский районный суд приговорил Романова к 3,5 годам лишения свободы в колонии общего режима. 27 января 2023 года он был приговорён Бабушкинским районным судом к 7 годам лишения свободы.

## Ранняя биография
Родился 19 марта 1955 года в селе Криуша Вознесенского района Горьковской области. В 1963 году переехал в город Пушкино Московской области. Служил в армии в звании сержанта в 1973—1975 годах. В 1975—1977 годах учился в Каунасской средней специальной школе милиции МВД СССР, получив среднее специальное юридическое образование и звание лейтенанта милиции. Согласно его второй автобиографии, с 1977 по 1981 год работал в милиции инспектором уголовного розыска. Однако, согласно служебной характеристике, в которой также указан ошибочный год рождения, работал на этой должности с июня 1975 года и был уволен в мае 1979 года за халатное отношение к работе и дискредитацию милиции, получив отрицательную служебную характеристику. С 1981 по 1984 год работал в системе торговли.
22 мая 1984 года совершил дорожно-транспортное происшествие, повлёкшие вред здоровью или смерть человека и отправившее его самого в кому на три дня, и в эти же 1984—1985 годы совершил хищение государственного имущества. Работал в это время продавцом продовольственного магазина в Москве. В ходе судебного разбирательства 9 августа 1985 года сознался в убийстве при разбое с отягчающими обстоятельствами, совершённом в апреле 1984 года. В ноябре 1986 года по совокупности преступлений был осуждён Московским областным судом на 13 лет. Отбывал наказание в нижнетагильской ИК-13 «Красная утка». Был условно-досрочно освобождён 21 июля 1997 года, на три месяца раньше срока.
В колонии освоил специальность электромонтёра по обслуживанию и ремонту металлорежущих станков. За дисциплинированное поведение был переведён из внутреннего режима в колонию-поселение ИК-13. Собрал бригаду для реставрации церкви Рождества Пресвятой Богородицы, школы и спортивного городка в селе Краснополье. Кроме этого, занимался с детьми в спортивной секции. Принимал основное участие в строительстве храма Святителя Николая на территории колонии, завершённого к 1997 году, и написал прошение патриарху Алексию II об освящении храма, которое было позже удовлетворено. Во время отбывания срока показал себя глубоко верующим, впоследствии говорил, что на его воцерковление повлияло дорожно-транспортное происшествие.
После освобождения из ИК-13 Сергий обратился к её начальнику генерал-майору Ивану Жаркову, ставшему к этому времени начальником ГУФСИН по Свердловской области, о помощи с определением его в какой-либо монастырь. Жарков утверждает, что передал эту просьбу митрополиту Викентию (Морарю), в результате чего Сергий поступил трудником в Алапаевский мужской монастырь Новомучеников Российских, куда ездил ещё во время отбывания срока, и стал послушником в июне 1997 года, прожив там полтора года.
В 1998 году поступил в Московскую духовную семинарию, откуда 29 декабря 2005 года был исключён со второго курса заочного обучения из-за систематических пропусков и неактивности в учёбе.

## В монастыре Святых Царственных Страстотерпцев
В 2000 году просил службы у архиепископа Викентия (Мораря), который направил его на строительство монастыря в урочище Ганина Яма, являющееся местом погребения расстрелянной царской семьи. 23 сентября 2000 года, вскоре после канонизации Николая II, патриарх Алексий II посетил это урочище и благословил учреждение там монастыря Святых Царственных Страстотерпцев. По словам Сергия, патриарх персонально отметил его деятельность, а затем 25 сентября 2000 года освятил и храм в колонии. Первым священноархимандритом монастыря стал архиепископ Викентий. Он благословил Сергия стать первым игуменом монастыря, который находился в этой должности со дня учреждения монастыря 27 декабря 2000 года[уточнить] по 20 апреля 2005 года, и поручил ему организацию строительных работ. Строительством занималось строительное управление Уральской горно-металлургической компании (УГМК) под руководством её директора и жертвователя монастыря Андрея Козицына.
Во второй половине 2001 года был пострижен в монахи. Сергий был первым собирателем святынь монастыря. В эти годы монастырь приобрёл несколько святынь: список чудотворной иконы «Троеручица» из Хиландарского монастыря на Афоне, крест-мощевик, содержащий частицы святых мощей 40 угодников Божиих и частицу Животворящего Креста Господня и принадлежавший царской семье, а также икону принадлежавшую Николаю II.
В 2013 году православная журналистка Раиса Ильина опубликовала открытое обращение к правоохранительным органам с обвинениями в адрес Сергия и неправомерности принятия им сана. А также, что паломники, приезжая к нему из разных мест России и СНГ, продавали дома, расставались с близкими (некоторых родственники объявляли во всероссийский розыск), уничтожали паспорта, передавали деньги, вырученные от продажи имущества, в то же время приезжих эксплуатировали в монастыре. Также она заявила, что у Сергия был конфликт с директором УГМК Андреем Козицыным. По одной версии, Сергий повелел сломать колокольню монастыря, похожую, по его мнению, на католическую. Из-за скандалов Сергия временно запретили в служении и епархия перевела его из этого монастыря в Среднеуральский скит.

## Обстоятельства рукоположения
25 декабря 2001 года, будучи иеродиаконом, рукоположён архиепископом Викентием в сан пресвитера, став иеромонахом.
Впоследствии это вызвало частую критику, поскольку церковное правило запрещает убийцам получать сан священнослужителя и совершать таинства Православной церкви. В связи с этим 22 июня 2020 года Сергий заявил, что он получил на это личное благословение патриарха Алексия II и своего духовника, архимандрита Кирилла (Павлова), а также что патриарх, митрополит и архимандрит знали, за что он отбывал наказание. 2 июля, перед церковным судом над Сергием, в епархии заявили, что убийство является абсолютным препятствием к рукоположению, справки о судимости епархия не имеет, как нет и подтверждений знакомства его с Алексием II. Митрополит Екатеринбургский и Верхотурский Кирилл (Наконечный) в своём открытом письме Сергию сообщил, что тот скрыл факт судимости, указав в автобиографии, что работал в колонии электриком, кроме того, митрополит Кирилл назвал «небылицей» заявления Сергия об обстоятельствах его рукоположения и получения наперсного креста. В ответ на это генерал-майор Иван Жарков, бывший глава ГУФСИН по Свердловской области и начальник колонии, где отбывал срок Сергий, утверждает, что митрополит Викентий был информирован о судимости Сергия и что тот, будучи монахом, встречался с патриархом Алексием II. В епархии отметили, что в личном деле Сергия нет справки о судимости и отсутствует какое-либо упоминание статьи, по которой он был осуждён. Как отмечает журналист телеканала «Россия 24» Виталий Кармазин, в анкете на рукоположение в иеромонахи Романов в графе о супружестве не упомянул также о своих трёх официальных жёнах и дочери.
Таким образом, существует три версии, почему осуждённый за убийство получил сан священнослужителя: а) Сергий скрыл факт судимости; б) патриарх и митрополит знали об этом и благословили. Или патриарх не знал, но потребовал, чтобы монах, строящий знаменитый монастырь, имел сан; в) К Сергию было применено снисхождение ввиду его глубокого раскаяния и православного труда. К этой версии склоняются руководитель отдела по взаимоотношениям церкви с обществом и СМИ Екатеринбургской епархии протоиерей Максим Миняйло и заместитель председателя Синодального отдела по взаимоотношениям Церкви с обществом и средствами массовой информации Вахтанг Кипшидзе, привёдший примером распятого рядом с Иисусом Христом покаявшегося разбойника.
4 сентября 2020 года митрополит Викентий (Морарь) заявил: «Я хочу попросить прощения у всех, кого смутил и привёл в недоумение рукоположением отца Сергия (Романова) в нарушение канонических правил. Прошу простить меня великодушно и оставим всё на Суд Божий».
В марте 2021 года митрополит Евгений (Кульберг) констатировал: «Это очень яркий пример, почему Церковь не благословляет на священство человека с уголовным прошлым. Из многих причин я бы выделил три. Во-первых, человек стал священником и настоятелем монастыря, не претерпев обязательного монашеского искуса. Обычно кандидату в монахи даётся какое-то время побыть в послушниках и научиться послушанию. А монах Сергий этот период проходит моментально и очень быстро становится главой общины на Ганиной Яме, а потом в Среднеуральском монастыре. Во-вторых, Церковь требует от священнослужителей наличия образования, впрочем, как профессиональное образование требуется врачу, офицеру или учителю. Без профильного образования тебя не допустят ни за операционный стол, ни в аудиторию, не поставят во главе коллектива. А здесь у руля общины, монастыря, у престола Божия оказался человек, который не получил и не желал получать даже семинарского образования. И третий, не менее важный фактор. У каждого сколько-нибудь авторитетного духовника есть не менее авторитетный его собственный духовник, у которого он окормляется. Духовника у монаха Сергия не было. Точнее, называлось множество имён духовно глубоких людей, с которыми он знаком и к чьим словам прислушивается. Но это более похоже на „галерею славы“, на список людей, значимостью которых человек утверждается в глазах окружающих, чем на реальных наставников, в чьё духовное руководство он себя вверил».

## В Среднеуральском женском монастыре
В 2002 году было начато строительство женского монастыря в честь иконы Божией Матери «Спорительница хлебов». Рабочие прибыли с Ганиной Ямы, Сергий был назначен духовником и строителем монастыря по благословению правящего архиерея Викентия. С 2002 церковное хозяйство и Сергия обвинили в рейдерском захвате фермерских земель под монастырь, позже, после почти пятнадцати лет судебных тяжб, фермеры выиграли дело в Верховном суде РФ.
Монастырь был открыт в 2005 году, в апреле его игуменьей была назначена Варвара (Крыгина). С этого же года в монастыре оказывается паллиативная помощь для онкологических больных, которую иногда сравнивают с хосписом, по благословению Викентия и ходатайству Сергия.
Сергий в сентябре 2004 года был награждён набедренником, в 2005 году получил наперсный крест, в июле 2006 года пострижен в схиму в честь преподобного Сергия Радонежского. В 2009 году возведён в сан игумена архиепископом Викентием. С 2011 года не является штатным клириком Екатеринбургской епархии по собственному желанию.
В 2013 году газета «Русский вестник» опубликовала обращение Раисы Ильиной, бывшей сотрудницы «Православной газеты» Екатеринбургской епархии, к свердловскому прокурору и начальнику Главного управления МВД РФ по Свердловской области по поводу уголовного прошлого отца Сергия и его нынешней деятельности. В 2014 году она направила жалобу в областное министерство образования и областному уполномоченному по правам ребёнка. В связи с этими обвинениями власти провели несколько проверок и не нашли нарушений, отметив, что Сергий с детьми не работает.
Сергий и его единомышленники организовали несколько скитов. Начиная с 2011 года организовал восстановление разрушенного лесного Кыртомского Крестовоздвиженского монастыря.
Монастырь строится на пожертвования. В 2020 году на территории монастыря действует четыре храма и проживает более 500 человек: послушниц и монахинь, а также десятки детей, онкологических больных и паломников.

### «Духовник Поклонской» и сообщество царебожников
В СМИ Сергий много лет был известен как «духовник Натальи Поклонской» и один из ярких лидеров и идеологов сообщества «царебожников», считающих «искупителем России», повторившим подвиг Христа, последнего царя-страстотерпца Николая II. Сергий имеет мирское имя Николай Романов, являясь тёзкой и однофамильцем Николая II, и отчество Васильевич от греч. «царский». В центре монастыря стоит бюст Николая II. Поклонская являлась активной участницей сообщества царебожников. С Сергием её познакомили силовики из окружения директора Росгвардии В. В. Золотова.
В июне 2014 года Сергий читал на границе Крыма молитву о мире между Россией и Украиной, по приглашению главы Крыма Сергея Аксёнова и прокурора Крыма Натальи Поклонской. 10 июля 2014 года схиигумен Сергий вместе с Поклонской, начальником управления МЧС и министром информации посетил пункт временного размещения беженцев, где отслужил молебен. Освятил фотографии из семейного архива императора, которые в октябре Поклонская передала Ливадийскому дворцу.
18 июля 2014 года Сергий был награждён монархической медалью «В память Великой войны» в честь 100-летнего юбилея начала Первой мировой войны «за многолетние миссионерские и просветительские труды, любовь к Богу, верность Царю и Отечеству». Награждение произвела в монастыре монархическая организация «Войсковая православная миссия», после крестного хода в память о расстреле царской семьи. В крестном ходе участвовала и затем была принесена в монастырь мироточивая икона Николая II.
В августе 2014 года Поклонская приезжала в монастырь к Сергию венчаться с работником прокуратуры РФ А. Г. Красильниковым. Вернувшись в Крым, она возле здания прокуратуры начала строить часовню в честь Святых Царственных страстотерпцев, установив на привезённой из монастыря земле бюст Николая II, схожий со стоящим в центре монастыря. 26 октября 2016 года открыла построенную ею часовню, а через неделю, 31 октября заявила, что там замироточила икона Николая II. 3 марта 2017 года объявила, что там замироточил бюст царя и связала это со 100-летней годовщиной отречения царя, а смотритель часовни объявил, что к тому же там с конца зимы мироточат несколько икон и три десятка прихожан подписались, что видели это чудо.
17 июля 2017 года Сергий был награждён монархическим орденом Святого Страстотерпца Царя Николая «За многолетние усердные труды во славу Русской православной церкви, верность историческим традициям Российской имперской государственности, и в связи с 400-летием воцарения Дома Романовых». Орден является церковно-общественной наградой, учреждённой монархической организацией «Войсковой Православной Миссии». Награждение состоялось в монастыре, после крестного хода в память о расстреле царской семьи, в котором приняло участие около 100 тысяч паломников и Наталья Поклонская, нёсшая маленькую икону Николая II. В крестном ходе снова участвовала мироточащая икона Николая II.
В 2018—2019 годы, после скандала вокруг фильма «Матильда» и свадьбы с И. Н. Соловьёвым, Поклонская прекратила поддерживать какие-либо отношения с царебожниками и Сергием. Отказалась от посещения крестного хода в Екатеринбурге в 2018 году на 100-летнюю годовщину гибели Романовых, хотя несколько лет ранее ежегодно приезжала. В июле 2019 года её новый муж Иван Соловьёв сообщил о её разрыве с сектой царебожников и её идеологом Сергием.
В августе 2019 года приехала в монастырь, в котором не была два года, и вернула Сергию перстень Николая II, взятый в 2017 году. При этом она записала вместе с Сергием видеообращение, чтобы «покончить с кривотолками вокруг перстня» представителей движения «Царский крест», причисляемого к царебожникам.
В марте 2018 и 2019 годов Поклонская заявила, что Сергий не является её духовником. Повторила это 11 мая 2020 года в интервью Дмитрию Гордону, добавив, что у неё «духовников нет и никогда не было». Подтвердив это и 16 июня в интервью радиостанции «Говорит Москва» и газете «Комсомольская правда», добавила, что охарактеризовать Сергия может «только как простого, обычного, хорошего человека». 20 сентября в интервью Ксении Собчак, пожелав Сергию всего хорошего, отказалась давать оценки конфликту, при этом отметив, что «верит по-другому», чем Сергий.
7 сентября 2020 года в открытом письме церковному суду и в заявлении в церковный суд Архиерейского собора РПЦ Сергий упомянул повторное венчание Поклонской с Соловьёвым при живом муже Красильникове, с которым она ранее была обвенчана, как пример «прелюбодеяния, разврата» и профанации обряда венчания. В заявлении добавлялось, что «разврат» транслировался в программе «Завет. Развод» православного телеканала «Спас» в пример православным христианам. В ответ Соловьёв обвинил Сергия в очередном пиаре и лицемерии.
2 ноября, после проведения очередного крестного хода вокруг монастыря, Сергий показал собравшимся надетый на его руку перстень Николая II и сказал: «сегодня с вами шёл царь». Затем предрёк, что Россия скоро будет «как во времена царя самодержавного, любящего Россию — Иоанна Грозного».

### Экзорцизм
Весной 2017 года стало известно, что отец Сергий проводит ритуалы отчитки по изгнанию бесов (экзорцизм). Свидетелями одного из таких ритуалов стали приехавшие в монастырь на экскурсию школьники из Екатеринбурга, действо также транслировалось на улицу через динамики. 3 марта 2018 года получило известность видео церковной службы, где Сергий, проводя сеанс изгнания бесов, проповедовал многочисленные конспирологические теории. В ходе обряда дети, женщины и мужчины падали на пол, говорили чужими голосами, истерически смеялись, плакали, кричали, оскорбляли отца Сергия. Только в начале мая 2020 года, в связи с запретом на совершение проповедей, Сергий воздержался от обряда экзорцизма, но затем продолжил.
Некоторые очевидцы отмечают, что Сергий не изгоняет бесов, а беседует с ними, и что к нему на отчитку ходят одни и те же люди. Одного из известных демонов, с которым он борется, называет «Айфон, князь тьмы, чародей» (англ. IPhone, серия смартфонов корпорации Apple) или «интернет».
По информации сетевого издания 66.ru, по состоянию на 8 августа 2020 года в России больше не осталось известных экзорцистов. Среди священнослужителей РПЦ экзорцизмом занимались Сергий (Романов) и насельник Троице-Сергиевой лавры архимандрит Герман (Чесноков). Первому это делать запретили, а второй умер от последствий, вызванных COVID-19.

### Проект самого большого православного собора в мире
В 2019 году планировалось строительство самого большого православного собора в мире на территории монастыря, вместимостью 37 тысяч человек и высотой 77 м. В апреле проект благословил схиархимандрит Илий, духовник патриарха Кирилла Однако в июне 2019 года митрополит Кирилл издал распоряжение о запрете строительства любых религиозных сооружений на территории монастыря. В июле 2020 года Сергий упрекнул митрополита Кирилла, что тот будто бы потребовал за благословение на строительство сначала построить другой монастырь, что Сергий оценил в 5 млн долларов из денег пожертвователей.
Вениамин Райников, секретарь Епархиального совета Екатеринбургской епархии, назвал отказ епархии в разрешении на строительство собора одной из причиной раскола. Это подтвердил митрополит Кирилл в октябре 2021 года.

### Резонансные высказывания в 2018—2020 годах
Сергий известен рядом эпатажных и конспирологических высказываний в проповедях и видеообращениях на Youtube. Его взгляды, воспроизводимые его последователями, «представляют собой полный набор апокалиптических и монархических идей, питающих как „царебожие“, так и вообще всю „правую оппозицию“ в РПЦ МП. С одной стороны, старец — проповедник непрестанной Иисусовой молитвы и монашества в миру. С другой, считает законной и богоустановленной только царскую власть, уподобляет „единство“ русского, украинского и белорусского народов Святой Троице, вместе с тем, поддерживает аннексию Крыма Российской Федерацией. Одобряет ликвидацию Украины», выступает против «жидокоммунистов», «цифрового рабства», в частности против ИНН, СНИЛС и чипов в паспортах. Некоторые его высказывания оцениваются как экстремистские.
3 марта 2018 года Сергий, проводя сеанс изгнания бесов, в проповеди цитировал «план бывшего главы ЦРУ Аллена Даллеса» (фальсификат, связанный с соответствующей теорией заговора). Затем говорил, что банковские карты и система обработки персональных данных обращают людей в электронное рабство. Заявил, что в ИНН есть цифра 666 — число зверя, и «вся информация о вас передаётся во всемирный компьютер, находящийся в Брюсселе. Имя ему — Зверь!».
В апреле 2019 года он предрекал возможное убийство президента РФ Владимира Путина после подписания закона об электронном СНИЛС. В связи с этим Павел Дацюк, духовное чадо Сергия, обратился к президенту с просьбой отменить закон. Пресс-секретарь президента Дмитрий Песков ответил, что обращения Дацюка не получали. В проповеди от 5 мая ссылался на «Протоколы сионских мудрецов».
16 июня в проповеди с амвона заявил: «Технология 5G и чипирование людей не только взаимосвязаны, они подобны. Это новые создания жидомасонов, единый глобальный проект по тотальному контролю над людьми по построению электронного лагеря Сатаны. … Современные технологии 5G позволяют формировать 3-ю спираль ДНК, она будет формироваться под воздействием лучей 5G из наночастиц, которыми уже загрязнён наш организм. … Появление 3-й спирали ДНК позволит максимально воздействовать на сознание и подсознанием людей, управлять их поведением, … влиять на него с безнравственной стороны.». Проповедь 22 июня посвятил критике экономики, сделал ряд резких популистских призывов, требуя списать долги по кредитам всем россиянам, изменить политический курс в угоду позиции православного фундаментализма, обвинял иудаизм и цифровизацию во всех проблемах россиян.
В августе выпустил видеообращение, призвав не участвовать в акциях протеста в Москве и «не слушать всяких Навальных». Представители РПЦ Вахтанг Кипшидзе и Всеволод Чаплин прокомментировали, что политические предпочтения священников являются сугубо их личным мнением.
В августе выпустил видеообращение против изображения Покраса Лампаса на площади, назвав его «попранием святыни». Критик христианства публицист Александр Невзоров раскритиковал эту проповедь. Критикой ответил и оппозиционный политик Алексей Навальный.
В октябре назвал мавзолей Ленина «алтарём Сатаны», повторяющим зиккурат и вавилонские капища, призвав срыть с лица земли мавзолей вместе с «идолом», снести все бюсты Ленина, переименовать все улицы городов, носящие имена «жидокоммунистов».
В декабре 2019 года выступал против законопроекта о домашнем насилии.
25 декабря было опубликовано его видеообращение с проповедью о «жидовском иге», что Россией управляет «двойник Путина с силиконовым лицом», который является «лжемессией» и «Антихристом». В центре обращения было вставлено исполнение песни «Выпьем за Сталина!» Сергием и монахинями под аккордеон и грузинский танец в исполнении монахини.
Получил широкую известность в масштабах России своим резким заявлением 26 апреля 2020 года, где отрицал реальность пандемии коронавируса COVID-19, при этом прокляв «всех посягающих на закрытие храмов» на карантин и предав анафеме всех верящих в эту инфекцию, предложив выселить власти, страдающие «старческим маразмом», на отдалённые острова. Заявил, что «патриарх Алексий II отказался подчиниться жидовскому режиму, за что и был убит». В ответ на это, митрополит Кирилл 27 апреля запретил Сергию выступать с публичными проповедями, при этом епархия подчеркнула, что высказывания Сергия не выражают позицию епархии. 27 мая за нарушение запрета на проповедование митрополит Кирилл запретил Сергия в священнослужении. 11 июня было заведено административное дело по ст. 13.15 ч. 9 КоАП «Злоупотребление свободой информации». 7 июля мировой суд № 3 Верхней Пышмы признал Сергия виновным в отрицании коронавируса на проповеди и оштрафовал на 90 тысяч рублей. Адвокат подала апелляцию, 3 августа Сергий не явился на заседание городского суда, на заседании 17 августа решение мирового судьи было оставлено без изменений.
26 мая он опубликовал видеообращение, заявив о «чипировании населения» под видом вакцины от COVID-19 под управлением Билла Гейтса, бывшего главы корпорации Microsoft, якобы заявлявшего, что «надо сократить свыше 90 % населения всего мира». Сергий назвал Гейтса «фашистом» и предложил судить как Гитлера. Проводником идей Гейтса в России монах считает главу Сбербанка Германа Грефа. YouTube заблокировал это видео за «разжигание ненависти».
В ответ на это митрополит Екатеринбургский и Верхотурский Кирилл (Наконечный) издал указ о запрете Сергия «в священнослужении без права ношения наперсного креста впредь до решения епархиального суда Екатеринбургской епархии». Митрополит Кирилл, выйдя к пришедшим верующим, сказал, что «проклятие на весь христианский мир — это перебор». Екатеринбургские Центр «Э» и прокуратура усмотрели в высказываниях признаки экстремизма. 20 июля Верхнепышминский городской суд Свердловской области признал Сергия виновным по статье 20.3.1 КоАП РФ «Возбуждение ненависти либо вражды, а равно унижение человеческого достоинства» и оштрафовал на 18 тысяч рублей. 16 сентября состоялось заседание вышестоящего Свердловского областного суда по апелляции, на котором предыдущее решение было оставлено без изменений.
9 июня Сергий вновь опубликовал обращение. Он призвал всех россиян писать заявления в ФСБ, прокуратуру, полицию и Следственный комитет Российской Федерации о привлечении к ответственности президента Владимира Путина, а также председателя правительства Михаила Мишустина, мэра Москвы Сергея Собянина, всего депутатского корпуса, Совета Федерации и всех, кто участвовал «во внедрении цифровой идентификации, искусственного интеллекта, биометрических документов, присвоении номеров человеку, живущему в России» за создание «фашистского концлагеря Сатаны».
15 июня состоялось заседание епархиального суда Екатеринбургской епархии, во время которого «Сергий (Романов), зачитав заранее подготовленный текст, … спешно покинул заседание епархиального церковного суда», при этом на нём был наперсный крест, запрещённый ему епархией, в связи с чем в решении суда было указано, что «если он дерзнёт в состоянии запрета совершать богослужения, повлечёт запрещение в священнослужении и самих сослужащих», а таинства «будут являться незаконными и недействительными». Следующее заседание суда было назначено на 26 июня. Перед судом 13 июня Сергий опубликовал обращение к митрополиту Кириллу на фоне портретов Алексия II и Сталина, в целом отказавшись раскаиваться в своих поступках и признавать себя виновным в нарушении канонических правил, заявив, что «вам осталось только отрезать мой язык. … Из дома Пресвятой Богородицы я никуда не уйду. Придётся нас выгонять из монастыря с полицией и Росгвардией». Сразу после суда Сергий публично осудил патриарха Кирилла и епископат как предателей и гонителей веры, поскольку Церковью теперь «руководят санитарные врачи и Роспотребнадзор», и заявил, что «придётся брать монастырь штурмом», и призвал казаков защитить монастырь от захвата. Ещё до суда, 14 июня, епархия назначила помощником старшего священника протоиерея Георгия Викторова, клирика Александро-Невского Ново-Тихвинского женского монастыря, поручив ему вместо Сергия совершать литургию и проводить духовное окормление сестёр святой обители. Однако ему не удалось приступить к своим обязанностям, поскольку 16 июня поддерживающие Сергия верующие заблокировали протоиерею проход, в то время как игуменья Варвара (Крыгина) заявила Сергию, что он ведёт их по пути раскола и покинула монастырь. Полиция не нашла нарушений правопорядка. Казаки отреклись от участия в конфликте. 17 июня Сергий дал пресс-конференцию, рассказав о своей позиции и напомнив, что обвиняющие его в «захвате монастыря» и «раскольничестве» не учитывают, что он изначально участвовал в создании этого монастыря и является его духовным отцом в течение 18 лет.
25 июня Сергий заявил: «Сейчас главный враг в России — это Русская православная церковь. То, что вы видите сейчас — это планы тех, кто ненавидит нас русских, вы уже видите в исполнении. Я хочу, чтобы вы не отходили от церкви, чтобы в школах прививался закон Божий. Чтобы в России был православный царь, чтобы был хозяин в России! Хозяин не ворует и не тащит из своего дома». Кроме того, он утверждал, что «без олигархов и богатых» и на народные деньги построил пять монастырей, попутно заявив: «Знаете почему строимся? Я не путаю церковный карман со своим. Я хочу, чтобы в наших домах и семьях был хозяин. До 1917 года мы не пили и не курили, у нас была могучая держава. Я хочу, чтобы вы жили при православном царе». В конце выступления обратился к дьяволу со словами: «Дьявол, тебе заявляю, твоим клевретам и всем бесам, чародеям — вон из России и из всего мира, пошёл вон из России».
26 июня Сергий отказался явиться на 2-й церковный суд, назвав его «шоу» и заявив, что пусть сначала сами церковные власти будут судимы за экуменизм и различную ересь.
1 июля сторонник схиигумена Всеволод Могучев сообщил сетевому изданию «МБХ медиа», что Генеральная прокуратура РФ потребовала удалить с Youtube видеообращение Сергия с призывом не участвовать в общероссийском голосовании по поправкам в Конституцию: основанием стала недостоверность утверждений священнослужителя, что через поправки в Конституцию будет «узаконена рабовладельческая власть», «россияне добровольно узаконят власть будущего Антихриста и его слуг и потеряют благодать Святой Троицы и покров Божьей Матери» и что «Россией правят хасиды».
26 июня в Екатеринбург приехала Ксения Собчак на второй церковный суд над Сергием для съёмок фильма о Сергии и обвинениях в телесном наказании детей в обители. На следующий день, в составе съёмочной группы она проникла в монастырь без разрешения, в результате чего случилась потасовка, привёдшая к судебным тяжбам. 20 июля фильм вышел на Youtube-канале «Ксения Собчак» под названием «Монастырь особого назначения: Насилие над детьми, чипирование и кто стоит за Сергием Романовым». Сам Сергий не принимал участия в этих событиях и в самом фильме.

### Извержение из сана
3 июля 2020 года председатель церковного (епархиального) суда Екатеринбургской епархии настоятель кафедрального Свято-Троицкого собора, митрофорный протоиерей Николай Малета сообщил, что суд постановил «в связи с нарушением священнической присяги, монашеских обетов и перечисленных священных канонов извергнуть схиигумена Сергия (Романова) из священного сана». Под «нарушением присяги» имеется ввиду неподчинение указам митрополита и резкая критика священноначалия. В свою очередь руководитель Отдела по взаимоотношениям церкви с обществом и СМИ Екатеринбургской епархии протоиерей Максим Миняйло отметил, что возвращение священного сана Сергию после того, как будет завершён процесс, будет невозможно. Сергий останется схимонахом, поскольку «монашества лишить невозможно».
Сам Сергий на заседание суда не явился, в то время как к зданию епархии пришло около сотни его сторонников, собрав несколько тысяч подписей в его поддержку, порядок охраняли отряды казаков. Ещё 2 июля писатель и блогер Эдуард Ходос обратился к Екатеринбургской епархии с просьбой разрешить ему принять участие в церковном суде в качестве «эксперта и свидетеля», а Сергий, в свою очередь, отправил письмо митрополиту Кириллу, заявив в нём, что «без свидетеля и эксперта Эдуарда Давидовича Ходоса и других судебное заседание будет самосудом». Сторонники Сергия считают решение церковного суда незаконным, отмечая, что на суде должно было быть 6 епископов. После оглашения решения Сергий повторил, что монастырь не покинет и продолжит руководство им «по благословлению старцев Афона», но перестанет упоминать в молитвах «еретика и экумениста» патриарха Кирилла, и что «игуменье Варваре надо строить свой монастырь», а также выпустил новое обращение, вновь обличая «предательство, фарисейство и лицемерие» В. В. Путина, патриарха и митрополита, и что «их окружают хабадники и сатанисты», которое 3 июля Генеральная прокуратура РФ потребовала удалить.
24 июля патриарх Кирилл утвердил решение Епархиального суда о лишении Сергия сана.

### После лишения сана
6 июля 2020 года митрополит Екатеринбургский и Верхотурский Кирилл (Наконечный) опубликовал открытое письмо, обширно обличив Сергия в тщеславии, лжи и клевете, обскурантизме и шизофреническом бреде ряда его заявлений. Был опубликован и ответ Сергия. Позднее, в январе 2021 года, сторонники Сергия обратились в суд с иском на митрополита Кирилла о защите чести и достоинства православных верующих в связи с его заявлениями в письме. Однако суд постановил прекратить производство по иску.
В этот же день, 6 июля гражданкой Екатеринбурга было подано заявление в полицию об оскорблении Сергием президента РФ. Были запрещены в служении несколько священников из-за того, что, вопреки запрету епархии, служили литургии вместе с Сергием.
9 июля Сергий заявил, что патриарх Кирилл должен быть извержен из сана за экуменизм и за ростовщичество, поскольку владел 49 % акций банка «Пересвет», финансовая деятельность которого не соответствует христианским добродетелям, и что должны быть извержены из сана митрополит Кирилл (Наконечный) и митрополит Волоколамский Иларион (Алфеев).
12 июля Сергий выступил с требованием к президенту России Владимиру Путину передать ему «на международном уровне» полномочия, заявив, что за три дня сумеет навести порядок в России, утверждая, что для этого у него «и в армии, и во флоте, и во всех структурах, и в народах многонациональной России» есть «духовные силы». Кроме того, он заявил, что в противном случае объявит лично президенту и «богоотступнику патриарху Кириллу (Гундяеву), и хабадникам во главе с Берл Лазаром, которые управляют Россией, предварительно полномасштабную духовную войну», подчеркнув, что «ни крови, ни майданов, ни революций не будет», поскольку «даром получили власть хазарский каганат» и точно так же она будет отдана. Сергий высказал мнение, что в течение 20 лет президенту «был дан срок показать, кто правит Россией», и сейчас он «взвешен и найден лёгким», и дни его подходят к концу. Сергий назвал патриарха и президента скрытыми врагами России, которые вместе с масонами, сионистами и хабадниками «привели страну к открытому богоборчеству, закрытию храмов, человеконенавистничеству, свою плоть поставили выше вечной жизни», и он ждёт их совместного покаяния. Сергий назвал протесты в Хабаровском крае «первой ласточкой», добавив, что «ласточки по всей России живут и даже летают над Кремлём», и благословил блогера и писателя Эдуарда Ходоса «выкладывать все материалы о хабаде во всех средствах массовой информации, чтобы показать его зловещую фашистскую сущность, определяющую людей в ад». В ответ заместитель председателя Синодального отдела по взаимоотношениям Церкви с обществом и средствами массовой информации Вахтанг Кипшидзе усомнился в адекватности схимонаха и пожалел его духовное и психологическое состояние. 11 августа Генеральная прокуратура РФ потребовала удалить с Youtube это видеообращение.
17 июля Сергий провёл крестный ход в монастыре в память о расстреле царя Николая II и его семьи, в нём участвовало до 2 тысяч человек и он был проведён независимо от епархии. Крестный ход ежегодно проводится Екатеринбургской епархией в «Царские дни» с шествием от храма на Крови до Ганиной Ямы, в 2020 году в официальном крестном ходе участвовало около 10 тысяч человек.
20 июля Верхнепышминский городской суд Свердловской области признал Сергия виновным по статье 20.3.1 КоАП РФ «Возбуждение ненависти либо вражды, а равно унижение человеческого достоинства» и оштрафовал на 18 тысяч рублей за его проповедь в мае.
21 июля в очередном видеообращении Сергий обратился ко всем народам с призывом «сбросить оковы добровольно-принудительного домашнего ареста от COVID-19», а также заявил, что коронавирус ни во что не ставит и презирает, хотя и убеждён, что «COVID-19 и любые микробы и болезнетворные бактерии, взаимодействующие с системой 5G, приведут человечество к смерти», и предложил демонтировать «все установки 5G в Москве, Питере и во всех крупных городах», поскольку считает, «через вышки» людей приведут «к панике, хаосу и смерти всего живого». Кроме того, Сергий повторно объявил, что посредством вакцинации всех людей хотят чипировать, а власть в Россией находится у «хабад».
25 июля в очередном обращении обругал президента Путина и патриарха Кирилла, заявляя, что дни Путина сочтены, а также разразился оскорблениями в адрес боевых офицеров. Это вызвало протест среди военных, о чём сообщил председатель президиума Общероссийской организации «Офицеры России», Герой Российской Федерации генерал-майор Сергей Липовой, сказавший, что «ряженый, сумасшедший уголовник не имеет права оскорблять людей, с достоинством и честью носящих офицерские погоны».
12 августа в видеообращении по поводу массовых акций протеста в Белоруссии, связанных с президентскими выборами, сказал: «Зачем вам Майдан против любящего вас президента Белоруссии Лукашенко? Ваши волнения спровоцированы Хазарским каганатом — мировым правительством … Неужели опыт Украины, зловещий по своей сути, вам не страшен. Смерть, слёзы, горе, разруха. Дорогие мои, а в России все под домашним арестом и в масках».
16 августа митрополит Кирилл опубликовал обращение, в котором заявил относительно Сергия (Романова), что «священник, изверженный из сана, но не покорившийся и продолживший самовольно служение, согласно канонам, сам себя отлучает от Церкви». Было указано, что тех, кто участвовал в каких-либо священнодействиях, совершаемых Сергием или примкнувшими к нему и находящимися в запрещении священнослужителями, приступал к Таинствам Исповеди и Причащения — вольно или невольно, сознательно или по наивности, но совершили предательство Христовой Церкви, осквернили себя участием в расколе. Сергия и примкнувших к нему священнослужителей он объявил «раскольниками», а всех участвующих в расколе «врагами Христа и Его Церкви», «беззаконным собранием». Он запретил участвующих в расколе допускать к таинствам, а священникам — не поминать их на проскомидии и если преставятся, не отпевать их. Для возвращения в лоно РПЦ им необходимо будет подать письменные покаянные отречения от раскольников, а церковнослужители должны немедленно рапортовать об этом, отправляя подлинники таких прошений митрополиту.
По сведениям сетевого издания «ЕАН», Екатеринбургская епархия выбрала путь замалчивания конфликта, чтобы избежать дальнейшего пиара Сергия на скандалах, и надеется, что его сторонники сами собой разойдутся ввиду неканоничности литургий в монастыре. Священникам внутри митрополии разослали рекомендации воздержаться от разговоров с паствой на тему о мятежном схимонахе. Прихожанам, которые пожелают съездить в Среднеуральский монастырь в паломничество, велено не препятствовать.
28 августа Роскомнадзор потребовал удалить YouTube-канал Всеволода Могучева, на котором размещались видеообращения Сергия, поскольку опубликованные там материалы побуждают людей к разжиганию национальной, религиозной и иной розни. В ответ Могучев создал два новых канала с перезагрузкой некоторых видеороликов.

### Отлучение от Церкви
6 сентября 2020 года Сергий и священники, служащие с ним, были вызваны на церковный суд с требованием привести доказательства по трём десяткам вопросов, касающихся множества его заявлений. В частности: объявление митрополита еретиком и экуменистом, обвинение в закрытии храмов, отрицание законности суда по лишению его сана и другие. Обширный ответ Сергия отмечал противоречие «профилактических рекомендаций» по предотвращению распространения COVID-19 на сайте епархии с решением VII Вселенского собора о борьбе с иконоборческой ересью, участие церковных служителей в расторжении супружеских браков и профанации обряда венчания, перечислил совместные молитвы митрополита и католиков как примеры экуменизма.
7 сентября состоялось первое заседание нового церковного суда. Церковный суд лишил сана шестерых священников и двоих диаконов монастыря, которые продолжили служить вместе с ним. Сергий на суд не пришёл. Сторона Сергия упрекнула епархию в обмане, что повестка в суд за один день до него не даёт времени подготовиться и вызвать свидетелей.
9 сентября Сергий подал три встречные заявления в церковные суды. Первое подано в церковный суд Архиерейского собора РПЦ с требованием предать суду и извергнуть из священнического сана патриарха Московский и всея Руси Кирилла «за преступное общение с еретиками и иноверцами, за проведение прелюбодейной ереси, за проведение детоубийства по медицинским показаниям, что ведёт к разврату и расколу Церкви». Второе направлено в Высший общецерковный суд РПЦ, в нём требуется лишить сана митрополита Екатеринбургского и Верхотурского Кирилла «за духовный разврат своей паствы, ведущий к прелюбодеянию, за совместные молитвы с еретиками и оскорбление Святой Евхаристии» и за указ о профилактических меры против COVID-19. Одновременно он подал прошение о допросе шести свидетелей по обвинению об отлучении себя от Церкви и напомнил, что согласно 29-му правилу Карфагенского Поместного Собора на суде необходимо участие шестерых епископов. Он отметил, что согласно 28-му правилу Карфагенского Поместного Собора, все решения патриарха, митрополита и других архиереев касательно стороны Сергия недействительны, поскольку они были преданы церковному суду в этих заявлениях и в заявлениях 2017 года, оспаривающих действия архиереев касательно браков и венчания. Без этого он считает заседание суда неканоническим. Половина свидетелей Сергия являются православными фундаменталистами, радеющими за радикальную форму брака.
10 сентября Сергий был отлучён от Церкви. Решение церковного суда было вынесено заочно, поскольку Сергий не явился на три заседания (7, 9 и 10 сентября). Сам он считает, что решение о его отлучении было давно принято патриархом, поэтому отказывался являться на суд, считая его неканоническим судилищем.
19 октября патриарх Московский и всея Руси Кирилл утвердил решение об отлучении от Церкви схимонаха Сергия. Для РПЦ Сергий теперь лишился своего монашеского имени «Сергий» и будет зваться мирским именем «Николай Романов».

### Видеоролик с монахинями, арест и уголовное дело
5 декабря 2020 года Сергий опубликовал на Youtube видеоролик с проповедью «Сёстры Среднеуральского женского монастыря готовы повторить подвиг преподобной Елены Дивеевской», где призвал монахинь монастыря отдать свою жизнь за Богородицу, за тех людей, которые приезжают в монастырь, тех, кто Сергия ругает, «за пьяниц, блудниц» и за то, чтобы жила Россия. При этом все девушки, которых поочерёдно опросил Романов, вызвав каждую на середину переполненного храма, выразили свою готовность умереть, а некоторых, включая монахиню, больную раком, сказавшую «С радостью умру!», Сергий благословил на смерть, заявив «Вместе пойдём!». Свою готовность добровольно умереть, чтобы доказать всем врагам и всему миру, что Россия жива, выразили и остальные присутствующие. Уполномоченный по правам ребёнка по Свердловской области Игорь Мороков обратился в правоохранительные органы с просьбой проверить данный ролик на предмет призыва к самоубийствам, отметив, что данная «публикация относится к нарушению закона об информации, наносящей вред несовершеннолетним», поскольку «публично там в присутствии детей разговор со взрослыми, призывы, на наш взгляд, к добровольному уходу из жизни». В свою очередь, пресс-служба Российской ассоциации изучения религий и сект (РАЦИРС) выразила опасение, что данные призывы Романова могут означать, что «ошалевший от безраздельной власти сектовод готовит своих адептов к массовому самоубийству» и призвала как можно скорее «соответствующие структуры обратить на это внимание».
25 декабря 2020 года было возбуждено уголовное дело, в котором Сергию инкриминируется «публичный призыв не менее 10 монахинь к самоубийству».
Ночью 29 декабря 2020 года подразделения Росгвардии взяли монастырь штурмом. В числе задержанных был Сергий, который был доставлен для допроса в Главное управление Следственного комитета Российской Федерации по Свердловской области, а затем отправлен в Басманный районный суд города Москвы, где в отношении него была избрана мера пресечения в виде двух месяцев заключения под стражу. Ему предъявлены обвинения по ч. 3 ст. 110.1 (склонение к совершению самоубийства), ч. 3 ст. 148 (нарушение права на свободу совести и вероисповеданий) и ст. 330 (самоуправство) УК РФ, поскольку, по материалам следствия, «публично призывал не менее десяти монахинь, проживающих в монастыре, к самоубийству», а также «своими действиями он незаконно воспрепятствовал проведению религиозных обрядов» и «нарушая нормы гражданского законодательства, воспрепятствовал инвентаризации объектов недвижимости на территории монастыря». Наряду с Сергием были задержаны его сторонники, включая Всеволода Могучева. Религиовед Роман Силантьев отметил, что Романова «повязали сразу после его лжепророчества о том, что никакие силы из монастыря его вытащить не смогут» и высказал мнение, что правоохранительные органы ждали удобного момента, занимаясь сбором фактуры, которой в конечном итоге оказалось достаточно, чтобы его задержать.
29 декабря 2020 года Сергий отказался от еды и воды, назвав это постом, 5 января он официально объявил сухую голодовку. Посещавшая его в качестве члена Общественной наблюдательной комиссии города Москвы журналист и правозащитница Ева Меркачёва сообщила в статье в газете «Московский комсомолец», что к 11 января он похудел на 7 кг. В свою очередь, исследователь сектантства Александр Дворкин скептически оценил как содержание публикации, так и утверждения, высказанные Романовым в беседе с Меркачёвой, а Роман Силантьев расценил поведение Романова как спектакль, направленный на привлечение к себе внимания.
10 января 2021 года было опубликовано открытое обращение к президенту России Владимиру Путину с просьбой лично разобраться в ситуации и короткометражный документальный фильм «Штурм монастыря». Их опубликовали заслуженный мастер спорта России Павел Дацюк, основатель команды КВН «Уральские пельмени» Дмитрий Соколов и заслуженная артистка РФ Мария Шукшина. С критикой защитников Романова выступил Дворкин, сравнивший их аргументацию с той, что ранее высказывали защитники Григория Грабового, осуждённого за мошенничество.
13 января 2021 года Сергий отказался от адвоката Ивана Миронова. 14 января переведён в СИЗО «Матросская Тишина». 15 января Сергий прекратил сухую голодовку, начав пить воду, а 20 января начал принимать пищу. По словам адвоката Павла Бобкова и уполномоченной по правам человека в Свердловской области Татьяны Мерзляковой, это произошло после благословения афонского старца Гавриила Карейского, которого Сергий считает своим духовником после кончины Кирилла (Павлова) из Троице-Сергиевой лавры. 25 января переведён в СИЗО-4.
Срок ареста продлён до 28 мая, затем до 21 июня, затем до 29 августа, затем до 10 февраля 2022 года.
В середине февраля Сергий, в связи с тем, что он «отлучён от церкви, лишён отпевания, и выселен» с территории монастыря, завещал и отправил свой гроб митрополиту Кириллу.
15 февраля 2021 года Сергий заявил, что платил несколько миллионов долларов правящим архиереям епархии за то, чтобы не было реквизитов на монастырях (ИНН), чтобы этим не нарушать благословения его духовного отца старца Кирилла об отказе от идентификаторов. И с этой же целью не регистрировал другие монастыри, включая монастырь на Ганиной Яме, который при нём 5 лет не имел реквизитов. Сергий отметил, что настоятельница обители игуменья Варвара (Крыгина), прежде говорившая, что ИНН для монастыря не возьмёт, на данный момент его уже получила. Также он заявил, что посещавшие его члены общественной наблюдательной комиссии, предлагали ему закрыть уголовное дело и мирно уехать на Афон, при условии, что он покается в СМИ, от чего он категорически отказался. Он подчеркнул, что он вне политики, по этой же причине ранее он отказался от услуг адвоката Ивана Миронова.
26 февраля 2021 года монастырь второй раз штурмовали полиция и Росгвардия. Целью спецоперации являлся монах Силуан — келейник и телохранитель Сергия, скрывшийся перед началом штурма. Он находится в розыске по подозрению в убийствах, совершённых в 1999 году, несколько раз менял паспорт и фамилию. Силуана считают соавтором нашумевших заявлений Сергия и он являлся главой секты царебожников после задержания того в конце декабря 2020 года.
18 мая 2021 года следствие закончило расследование дела, общий объём материалов которого составил около 30 томов.
5 июня 2021 года Сергий объявил, что не будет возвращаться в монастырь, откуда ушли все насельники: «Я не буду возвращаться к кирпичам монастырским. Господь Бог не в брёвнах, а в ваших сердцах».
16 июня 2021 года следователи второго отдела по расследованию особо важных дел СКР, на основании заявления Екатеринбургской епархии, уточнили обвинение в отношении Романова в склонении к самоубийству (ч. 3 ст. 110.1 УК РФ), дополнительно указав, что в качестве способа совершения данного преступления им применялся уговор.
18 июня 2021 года в Telegram-канале «Защита отца сергия» было опубликовал письмо, в котором Сергий объявил об отказе от профессиональных услуг двух из своих адвокатов — Романа Ровери и Нины Авериной, объяснив это тем, что без его согласия адвокаты выступали публично, формируя общественное мнение, расходящееся с его внутренними убеждениями, в то время как он «вне политики государственной и церковной»; кроме того, он упрекнул их в том, что за прошедшие 5,5 месяцев они его посетили в следственном изоляторе не более четырёх раз, а также, по его словам, не выполнили ни одну из его просьб, и выступил с опровержением публичного заявления адвоката Авериной о состоянии своего здоровья, также обвинив обоих в затягивании процесса ознакомления с материалами уголовного дела, поскольку из-за этого Романову продлевают нахождение под арестом. В свою очередь оставшийся адвокат Павел Бабиков, защищающий Романова с задержания, воздержался от оценок данного решения своего клиента, уточнив, что уже на следующей неделе закончится ознакомление с материалами дела и затем следователь передаст его вместе с обвинительным заключением для утверждения в прокуратуру.
2 июля 2021 года Генеральная прокуратура Российской Федерации утвердила обвинительное заключение в отношении Романова, которое в тот же день было передано в суд. 9 июля Верховный Суд Российской Федерации определил местом рассмотрения дела Измайловский районный суд Москвы.
1 сентября стало известно о возбуждении дела об экстремизме по п. «в» ч. 2 ст. 282 УК РФ. Сергию и его соратнику Всеволоду Могучеву инкриминируется возбуждение ненависти либо вражды организованной группой по отношению к евреям, иудеям, католикам и мусульманам.
30 ноября Измайловский районный суд приговорил Романова к 3,5 годам лишения свободы в колонии общего режима. Днём ранее государственное обвинение запрашивало у суда для обвиняемого 4 года.
27 января 2023 года Бабушкинский районный суд Москвы признал Романова виновным в разжигании ненависти и призывах к самоубийству, приговорив его к 7 годам лишения свободы. Его бывший пресс-секретарь Всеволод Могучев был приговорён к 5 годам лишения свободы.

## Критика
Заместитель управляющего делами и руководитель контрольно-аналитической службы Московской патриархии епископ Савва (Тутунов), а также председатель Синодального отдела по взаимоотношениям Церкви с обществом и СМИ Владимир Легойда назвали речи Сергия «бессмысленным и безумным набором слов». Бывший ответственный редактор «Журнала Московской Патриархии» Сергей Чапнин заявил, что к разбирательствам необходимо привлечь светские следственные органы. Чапнин и некоторые другие обозреватели сравнивают Сергия с архимандритом Петром (Кучером), который тоже восстанавливал монастырь, из-за спора с настоятельницей покинул его с монахинями, проводил политическую агитацию, был царебожником и противником введения идентификаторов личности, и на чей монастырь тоже жаловались о жестоком обращении с детьми.
Позже, после ареста Сергия, в октябре 2021 года патриарх Московский и всея Руси Кирилл жёстко раскритиковал экс-схиигумена Сергия.
C 2018 года критические видеообзоры о Сергии снимает религиовед священник Георгий Максимов. В эфире передачи «Сквозной эфир» газеты «Вечерняя Москва» критически высказались Александр Дворкин, Валентин Лебедев и Аркадий Малер. Ведущая православного телеканала «Спас» Елена Жосул организовала несколько экспертных интервью с религиоведами, юристами и общественными деятелями. Ряд видеоинтервью опубликовал специальный корреспондент «Россия 24» и ведущий «Спаса» Александр Лукьянов.
Окружение Сергия характеризуется как «секта»; так считают религиовед и исполнительный директор Правозащитного центра Всемирного русского народного собора Роман Силантьев и президент Российской ассоциации центров изучения религий и сект, исследователь религиозного сектантства и православный богослов Александр Дворкин. Руководитель миссионерского отдела Новосибирской епархии, настоятель собора во имя Александра Невского протоиерей Александр Новопашин указывает на «проблему лжестарчества» и то, что, «базируясь на заскорузлых конспирологических мифах, спекулируя на эсхатологических страхах части верующих, взяв на вооружение идеи медицинского диссидентства (отрицая реальность коронавируса), Сергий Романов фактически создал экстремистскую организацию».
Дворкин призывает судить Сергия за экстремизм по «целому букету статей из Уголовного кодекса». Кроме того, он считает Сергия «постмодернистом-акционистом». Он отметил, что «ответственность за доведение „около кризиса“ до „кризисной“ ситуации в равной степени лежит не только на самом схиигумене Сергии, но и на Екатеринбургской епархии и местной власти. Епархия, несмотря на многочисленные предупреждения, не предпринимала никаких действий. Если бы она отреагировала хотя бы лет пять назад, то всё прошло бы гораздо менее болезненно, с гораздо меньшим скандалом, и гораздо меньшее количество людей пострадало бы от лжестарца Сергия»; в то же время подчёркивая: «В соседней, Челябинской епархии митрополит Никодим (сейчас он митрополит Новосибирский и Бердский) не благословлял прихожан ездить в монастырь „Спорительница хлебов“».
Религиовед и судебный эксперт Игорь Иванишко полагает, что в случае с Сергием «полиция слишком осторожничает, и напрасно», поскольку то «количество и качество видеороликов в сети», которые он выпустил, уже являются достаточными основаниями для того, чтобы привлечь «человека к уголовной ответственности». Ранее он давал видеоинтервью с критикой деятельности Сергия ведущей православного телеканала «Спас» Елене Жосул.
В то же время журналисты сетевого издания «ЕАН», побывавшие в монастыре, сообщили, что «в целом происходящее в монастыре мало похоже на общение членов секты со своим лидером. … наблюдается типичный внутрицерковный конфликт, участники которого демонизируют друг друга. … Екатеринбургская епархия также по факту не контролировала монастырь с момента его основания. И сейчас церковные власти пытаются вернуть себе то, чего у них никогда не было».
Религиовед и исполнительный директор Правозащитного центра Всемирного русского народного собора Роман Силантьев сравнивает Сергия с бывшим епископом Чукотским Диомидом (Дзюбаном), известным своими раскольническими обращениями в 2007—2008 годах. Силантьев скептически отнёсся к предположению о возможном самосожжении сторонников Сергия, называет его бесноватым и считает, что число сторонников после лишения его сана в действительности заметно уменьшится: «Эта популярность быстро закончится, поскольку большинство его сторонников сан уважают. Мы видим на примере лишённых сана людей, которые стремительно потеряли сторонников. Таинства совершать он права не имеет, они не действительные, зачем рисковать?».
Богослов Андрей Кураев отметил, что Сергий ведёт себя не как схимник, а как фюрер, но при всей фриковатости Сергия его взгляды очень близки к нынешнему мейнстриму церковной жизни и пропаганды, чем и объясняется его популярность. По мнению Кураева, Сергий с самого начала создал секту, но его не замечали, пока он не затронул Кремль. Кураев считает, что эта ситуация является классическим системным кризисом для истории Церкви, идущим с IV века, поскольку монашество изначально зародилось как протест радикально настроенных верующих против интриганства и официализации Церкви. Первоначально в монастырях главенствовала демократия — должности игумена, духовника и казначея были выборными. Но поскольку епископат имел мало контроля над монастырями и монахи, отказавшиеся от всего мирского, периодически устраивали различные радикальные акции, то со временем были ограничены свободы монахов и в монастыри стали назначаться наместники.
Российский библеист и православный публицист Андрей Десницкий отметив, что публичные высказывания Сергия (Романова) нарушают ряд статей Уголовного кодекса РФ, констатировал: «Никто в патриархийных коридорах не старался создать его именно таким. Но ему таким стать легко позволили. И долго этот его стиль одобряли. <…> Главную опасность все эти годы патриархия видела в церковных „либералах“. Прещения и наказания сыпались тут же, стоило какому-нибудь священнику высказать вслух недостаточно патриотичные и восторженные мысли».
Заведующая кафедрой теологии МГЛУ, социолог религии и религиовед Лариса Астахова полагает, что «Сергий Романов — это не один человек, это целое движение. Это реально существующее параллельное православие, вбирающее в себя целый спектр проблем, которые люди только там могут решить, и они это получают. Это и антисемитские настроения, свойственные ультраконсервативной части православных, и борьба с „цифровым концлагерем“ (ИНН, штрих-коды, биометрические паспорта и прочие знаки — предвестники скорого прихода Сатаны), и царебожие. А теперь ещё и COVID-диссидентство и борьба с „пандемией неверия“».
Руководитель Центра по изучению проблем религии и общества Института Европы РАН религиовед Роман Лункин отметил, что в связи с принятием решения о лишении сана, Сергий больше не имеет оснований продолжать являться духовником монастыря, хотя и высказал мнение, что сложившийся конфликт лучше бы решить мирно: «никакого силового развития событий не будет, что светские и церковные власти продолжат проявлять гибкость» и предположил два сценария дальнейшего развития событий: «когда радикальные общины выгоняют, и они ещё больше радикализируются» и «когда церковные власти не идут на крайние меры, чтобы не озлоблять эту небольшую группировку, и маргинальная группа сама собой распадётся». Лункин подчеркнул, что подобные псевдостарцы время от времени появляются, поэтому сложившаяся в Русской православной церкви обстановка не является чрезвычайной. Ещё он высказал мнение, что «некоторые идеи Сергия действительно имеют большую популярность в консервативной православной среде: о западном заговоре против России, цифровом концлагере, чипах, ИНН, экуменизме руководства РПЦ. Но весь этот коктейль, сложившийся в голове у Романова, никто поддерживать не будет», и что православные России сравнительно пассивно отнеслись к карантину, в то время как в других православных странах были куда более массовые протесты против закрытия храмов.
Религиовед и историк Константин Михайлов указывает, что на самого Сергия непосредственно воздействовать сложно, хотя и не исключает возможности воздействия на его окружение среди монахинь, а также на светские власти и на спонсоров монастыря. Кроме того он считает: «Вряд ли дело дойдёт до введения представителей правоохранительных органов. Безусловно, ситуация патовая и всякое решение епархии будет против неё. Попытка силового разрешения конфликта компрометирует, если закрыть глаза — компрометирует вдвойне».
Научный сотрудник Исследовательского центра по изучению Восточной Европы при Бременском университете Николай Митрохин называет отца Сергия «типичным продуктом екатеринбургской епархии», которая «поднялась на бандитских деньгах и деньгах крупных предприятий, здесь много разных акторов и они между собой грызутся». По его словам, важной чертой епархии является «культ царской семьи», или так называемое царебожие. При этом Митрохин указывает: «Сектой царебожников называть нельзя — это оскорбительный титул. Кроме того, секта стремится выделиться во что-то самостоятельное, но о культизме говорить можно. Это фундаменталистская часть РПЦ, фундаменталисты отличаются от консерваторов тем, что они революционеры. Консерваторы хотят сохранить всё как есть, фундаменталисты, апеллируя к прошлому, пытаются установить что-то новое». Тем не менее, он считает, что в воззрениях Сергия по церковным меркам «ничего слишком специфического нет», уточнив при этом, что: «Это тип катакомбного православия, которого до сих пор особо активно придерживаются на Донбассе, в чернозёмных регионах России: „Миром правят евреи, которыми управляет Антихрист, Московская патриархия им продалась“». Митрохин высказывает мнение, что опасность Сергия для Московской патриархии не в нём самом, а в качестве примера для других: «Подобного рода старцев — или, как их называют, „старчиков“ — довольно много. У них возникают мысли: „Проживём без епархии, будет монастырёк, община“, — для них это привлекательно. Для РПЦ это совсем непривлекательно — она теряет инфраструктуру, а главное — структуру управления через епархии, на которой держится вся церковная конструкция. Пока „старчики“ видят, что к ним могут применить меры, они опасаются. Пример Сергия опасен тем, что можно устроить бунт, набрать столько сил, что привычные для РПЦ методы разрешения такого конфликта не работают».
Главный редактор интернет-издания Портал Credo.ru религиозный обозреватель Александр Солдатов с 2017 года пишет статьи в «Новой газете» о Сергии и царебожниках. Он отмечает общую неопределённость прецедента дела Сергия и его последствий, что раскольничество не является удивительным или пугающим для сибирской части страны, где исторически часто образовывались раскольнические сообщества, а также высказывает следующее мнение: «Рискну предположить, что противостояние Сергия и его сторонников с церковным руководством прочертит один из контуров будущего юрисдикционного разделения в РПЦ, которое актуализируется после краха авторитарного режима в стране».
Руководитель департамента общественных связей Федерации еврейских общин России Борух Горин в журнале «Лехаим» высказал мнение, что выпускаемые Сергием видеоролики с антисемитскими призывами являются опасными, поскольку их публикация «приводит лишь к раздуванию ненависти в стране, что достаточно опасно для многонациональной и многоконфессиональной России», и «могут быть восприняты как руководство к действию и воплотиться в вандализме и или прямых нападения на „врагов“ — или тех, кого сочтут евреями», а «все эти заявления — не только антисемитизм, но и русофобия самого худшего толка».
Критик христианства публицист Александр Невзоров характеризует Сергия как «черносотенца» и сравнивает его с иеромонахом-черносотенцем Илиодором (Труфановым), строителем монастыря и экзорцистом, который делал резкие политические заявления и прикрывался юродством, поднимал народный бунт и был лишён сана. Невзоров считает, что все выступления схиигумена полностью соответствуют православной доктрине. После полугодового заключения Сергия в СИЗО Невзоров саркастически назвал его «недо-мучеником». И предположил, что Сергий, играя роль колоритного бунтаря, ожидал, что вызовет протестные народные волнения, но теперь он отбросил эту роль из-за угрозы уголовного срока, заявив, что «за президента […] и за всех в его окружении жизни не пожалею».
Оппозиционный политик Алексей Навальный считает, что заявления Сергия об изображении Покраса Лампаса «мракобесны» и не имеют никакого отношения к вере в Христа. Навальный считает «знаковым прецедентом» обращение Сергия к президенту Путину, чтобы передать ему власть страной на три дня. По его мнению, религиозной политикой путинизма является взращивание в стране религиозности — православия и ислама. В результате этого всё больше населения в полной мере верит Евангелию и Корану и готовы пострадать за веру, вступая на сторону праворадикальной оппозиции против грешного лицемерия и коррупции светской и церковной власти.
Отмечаются очевидные противоречия в идеях Сергия: одновременное почитание Николая II и Сталина; убеждение, что интернет — это сатана и впоследствии постоянное ведение Сергием влога на Youtube; противодействие введению идентификаторов личности и призывов к сжиганию паспортов как инструментов глобального компьютера «Зверя», так и использование им самим, монастырём и Рафаилом (Берестовым) ИНН и загранпаспортов, хотя позднее сам Сергий заявил об отсутствии у него паспорта и о том, что платил несколько миллионов долларов архиереям без использования ИНН.
Ряд критиков отмечает, что значительную роль в конфликте играли церковные финансовые потоки, жертвуемые монастырю и перечисляемые в епархию. Информация о церковных доходах является закрытой, однако источники, близкие Сергию и епархии, сообщают, что до 50 % бюджета епархии давал монастырь Сергия — крупнейшая и самая богатая обитель на Среднем Урале, именно поэтому к нему такое снисходительное отношение. Вениамин Райников, секретарь епархиального совета Екатеринбургской епархии, назвал причиной раскола отказ епархии в разрешении на строительство самого большого собора в мире на территории монастыря. Сергий в июле упрекнул митрополита Кирилла, что тот будто бы потребовал за благословение на строительство сначала построить другой монастырь, что Сергий оценил в 5 млн долларов из денег жертвователей. 19 января 2021 года адвокат Сергия Павел Бабиков заявил, что активные обвинения начались, когда Сергий летом перестал «переводить значительные средства на содержание Екатеринбургской епархии». В частности, монастырь «ежегодно отдавал на содержание епархии более 20 млн рублей», а несколько лет назад «подарил нынешнему митрополиту Евгению (Кульбергу) Toyota Camry». В епархии ответили, что внутрицерковные перечисления являются обычной практикой, часть средств переводилась на оплату коммунальных услуг монастыря, а автомобиль был передан многодетному священнику.
Критики отмечают, что Сергий являлся схимонахом, поэтому должен посвятить свою жизнь строгому затворничеству и молитвам, а не проповедям по общественно-политическим проблемам. В свою очередь, екатеринбургский православный блогер Всеволод Могучев, выступающий в светском публичном пространстве представителем Сергия, в интервью корреспонденту сетевого издания Znak.com Игорю Пушкарёву заявлял, что в православии есть монахи (ссылается на Родиона Ослябю и Александра Пересвета), причисленные к лику святых, являвшиеся воинами и общественными деятелями, и что даже современные иерархи (проводит в качестве примера митрополита Псковского и Порховского Тихона) агитировали за голосование по поправкам в Конституцию.
Бывшая насельница монастыря Алиса Крыжановская, жившая там в подростковом возрасте, с 2007 по 2015 годы, рассказывала, что дети в стенах обители находились в условиях антисанитарии, подвергались жестокому обращению, включая избиения и издевательства; также она наблюдала попытки Сергия «воскресить» утонувшую насельницу. После ухода из монастыря Крыжановская стала видеоблогером, освещающим темы православия и церковной жизни.

## Сторонники Сергия
Сергия почитают некоторые известные люди в России. Самыми известными его духовными чадами считаются: хоккеист клуба «Автомобилист» и капитан сборной России по хоккею Павел Дацюк, подаривший монастырю в 2018 году свою золотую медаль чемпиона мира по хоккею 2012 года, основатель команды КВН «Уральские пельмени» и шоумен Дмитрий Соколов, строящий дом в деревне царебожников Новосёлово, депутат Государственной думы, двукратный олимпийский чемпион и двукратный чемпион мира по биатлону Сергей Чепиков. Среди почитателей известны также Александр Новиков, вице-губернатор Сергей Бидонько.
В число духовных чад Сергия записывали бывшего прокурора Республики Крым, депутата Государственной думы РФ Наталью Поклонскую, хотя она это отрицает и прекратила общение с Сергием к 2020 году.
Православный активист Сергий Алиев создал Youtube-канал с видеообращениями людей в защиту Сергия. Из известных персон видеообращения опубликовали руководитель движения «Новороссия» Игорь Стрелков (из-за этого обращения его Инстаграм-аккаунт был заблокирован), иеросхимонах Рафаил (Берестов), боец ММА Алексей Олейник, заслуженный артист России Борис Галкин, певица Вика Цыганова со своим мужем и продюсером Вадимом Цыгановым. Видеообращения опубликовали также Павел Дацюк, шоумен Дмитрий Соколов, актриса Мария Шукшина, правозащитница и журналистка Екатерина Гордон.
Прихожане и паломники организовали ещё один Youtube-канал с обращениями в защиту Сергия, выпустили открытое обращение к патриарху и митрополиту и собрали несколько тысяч подписей в его защиту.
Поддержать Сергия на проводимый в монастыре крестный ход приезжал полковник ГРУ в отставке Владимир Квачков, получивший известность осуждением за попытку государственного переворота и обвинявшийся в покушении на председателя правления РАО ЕЭС Анатолия Чубайса. По его мнению, «отец Сергий — духовный вождь духовного восстания за чистоту веры». Квачков был благословлён Сергием «на ратные подвиги» и, называя Сергия «патриархом Гермогеном», выступил с речью, в которой призвал офицеров к «духовному восстанию» и «созданию воинства Христова» для «изменения государственного строя в России».

### Группа Рафаила (Берестова)
Сергий является единомышленником ультраконсервативного афонского монаха-раскольника русского происхождения Рафаила (Берестова). Есть мнение, что Сергий, говоря об имеющемся у него «благословении афонских старцев», имеет в виду именно Рафаила и его келейника Онуфрия (Стебелева-Веласкеса). По мнению авторов фильма Ксении Собчак о монастыре, группы Сергия и Рафаила связаны через пиар-менеджера Берестова главного редактора сайта «Москва — третий Рим» Алексея Добычина, который является другом представителя Сергия Всеволода Могучева. Кроме того, Добычин воевал на Донбассе и участвовал в боях за Славянск, которые проходили под командованием Игоря Стрелкова, высказывавшего поддержу Сергию.
Предполагают, что тексты, которые «косноязычно и запинаясь» читает Сергий, написаны не им, а их писала группа Рафаила. Сектоведы Роман Силантьев и Александр Дворкин склоняются к тому, что в основном тексты писал Онуфрий. Есть мнение, что соавтором текстов был монах Силуан — келейник и телохранитель Сергия, которого подозревают в убийствах и для его задержания проводился штурм монастыря силами правопорядка в феврале 2021 года.
Сергий считает своим духовником афонского монаха-раскольника Гавриила Карейского из монастыря Кутлумуш, который является сомолитвенником Рафаила.